# Il pugno di Dio
Il pugno di Dio (The Fist of God) è un romanzo thriller di Frederick Forsyth pubblicato nel 1994, basato su alcuni fatti veri ed ambientato alla vigilia della prima guerra del Golfo.

## Fatti veri
Gerald Bull, ingegnere canadese con grande esperienza di progettazione nel campo dell'artiglieria, progettò vari supercannoni, noti come Progetto Babilonia, per il dittatore iracheno Saddam Hussein, che vennero costruiti violando l'embargo sulle armi al quale era sottoposto il governo iracheno attraverso una serie di coperture che "trasformavano" le componenti, ordinate a varie industrie occidentali e scomposte in modo che non si potesse facilmente comprenderne lo scopo finale, come pezzi per raffinerie o fabbriche di beni di consumo. Bull venne ucciso in modo misterioso a Bruxelles ed il progetto venne completato in scala ridotta rispetto all'idea originale; il cannone, detto Baby Babylon, venne smantellato dalle autorità dell'ONU dopo la fine della guerra.

## La trama
Alla vigilia della prima guerra del Golfo, l'ingegnere Gerald Bull viene misteriosamente assassinato: i sospetti si concentrano erroneamente (anche grazie ad un depistaggio) sugli israeliani, mentre al contrario agenti israeliani erano a Bruxelles proprio per proteggere Bull. I servizi segreti statunitensi ed inglesi iniziano una cooperazione finalizzata alla raccolta di informazioni sul programma di armamenti di distruzione di massa iracheni, in previsione di un possibile deteriorarsi della situazione.
Mike Martin, un maggiore dello Special Air Service perfettamente in grado di parlare e sembrare arabo, viene richiamato d'urgenza a Londra e assegnato temporaneamente ai servizi segreti, quindi inviato in Kuwait per organizzare azioni di sabotaggio contro gli iracheni che hanno invaso il Kuwait. Dopo aver organizzato una cellula di resistenza ed informazione,  rischia la cattura da parte dei servizi segreti (al-Amn al-Khas); il maggiore viene evacuato dal territorio kuwaitiano. Riassegnatagli una nuova copertura, viene spedito a Baghdad per raccogliere informazioni, riprendendo contatto con una spia dormiente da tempo che lavorava per il Mossad. Qui, dopo aver raccolto informazioni importanti sul programma nucleare iracheno - confermate anche da un'analisi di suo fratello, arabista temporaneamente in veste di consulente per il gruppo Medusa (gruppo interagenzie angloamericano) - viene a conoscenza che gli iracheni dispongono di una potentissima e misteriosa arma, denominata Pugno di Dio, in grado di rovesciare le sorti del conflitto. La sua missione è finalizzata all'individuazione e distruzione dell'arma prima dell'inizio dell'operazione Desert Storm.

## Edizioni italiane
- Il pugno di Dio. Romanzo, traduzione di Roberta Rambelli, Collana Omnibus, Milano, Arnoldo Mondadori Editore, maggio 1994,  p. 610.
- Il pugno di Dio, Collana Oscar Bestsellers, Milano, Mondadori, 1995.